# Археологически музей в Олимпия
Археологическият музей в Олимпия, заедно с Музея на Акропола и Музея на древната агора, е сред най-важните музеи в Гърция. Намира се в днешното село Древна Олимпия, наследнило древногръцкия град Олимпия, където е имало важно светилище и са провеждани древните олимпийски игри.
Притежава в колекцията си артефакти от храма на Зевс.
Новият музей е построен през 1975 г. и е отворен през 1982 г., излагайки своите съкровища. Архитект на музея е Патроколос Карадинос. Той разполага с:
- колекция от теракота (предисторически, архаичен и класически периоди);
- колекция от скулптури (от архаичен до римски периоди);
- колекция от бронзови статуи;
- колекция от олимпийските игри.

Сред най-важните експонати на музея са:
- скулптурата „Хермес с детето Дионис“ на Праксител,
- скулптурни орнаменти от храма на Зевс,
- статуята „Нике от Пеоний“,
- „Зевс и Ганимед“.